# Merenschwand
Merenschwand é uma comuna da Suíça, no Cantão Argóvia, com cerca de 2.404 habitantes. Estende-se por uma área de 11,04 km², de densidade populacional de 218 hab/km². Confina com as seguintes comunas: Aristau, Benzenschwil, Hünenberg (ZG), Mühlau, Muri, Obfelden (ZH), Ottenbach (ZH).
A língua oficial nesta comuna é o Alemão.